# Усольлаг
Усольлаг, Усольский исправительно-трудовой лагерь — один из лагерей ГУЛАГа, основан 5 февраля 1938 года. Место расположения — город Соликамск Свердловской, затем Молотовской области (ныне Пермский край).
Численность заключенных в разные годы — от 10 до 30 тыс. человек. Лагерь занимался лесозаготовками, деревообработкой, имелись различные цеха, велось строительство.
В Усольлаг были депортированы многие российские немцы (в рамках так называемой трудармии), эстонцы, латыши.
В 1955 году остававшиеся в лагере политзаключенные были переведены в Мордовию, а Усольлаг стал чисто уголовной зоной, отличающейся строгим режимом.